# 3697 Guyhurst
A 3697 Guyhurst (ideiglenes jelöléssel 1984 EV) a Naprendszer kisbolygóövében található aszteroida. Edward L. G. Bowell fedezte fel 1984. március 6-án.